# Olivo Carnasciali
Olivo Carnasciali (Curitiba, 15 de março de 1880 — 21 de março de 1951) foi um comerciante, industrial e político brasileiro.

## Biografia
Filho de Antonio Carnasciali e d. Angelina Ciola Carnasciali, todos os seus estudos realizaram-se em sua cidade natal. Aos 14 anos começou a trabalhar na casa comercial de seu pai, tornando-se administrador da mesma já aos 18 anos. A firma comercial Antonio Carnascialli abasteceu, com matéria-prima básica, todas as empreiteiras que se envolveram na construção das primeiras ferrovias paranaense.
Em 1913 fundou a Cia. Fabril Paranaense, localizada na Avenida Visconde de Guarapuava, em Curitiba, para a fabricação de Palito de fósforo tornando-se precursor desse tipo de industria no país.
Eleito deputado ao congresso estadual no biênio 1916/17, participou da comissão permanente da Força Pública. Neste período destacou-se com importantes projetos para a ligação do norte do estado ao porto de Paranaguá.
Em 1927 extinguiu a firma comercial que recebeu de seu pai e em 1928 afastou-se Cia. Fabril Paranaense quando foi eleito à Câmara Municipal de Curitiba.
Em 1942 foi eleito provedor da Santa Casa de Misericórdia, período este que a instituição passava grande dificuldade econômica em virtude da segunda guerra mundial.
Na quarta-feira, 21 de março de 1951, seis dias após completar 71 anos de vida, faleceu, em sua cidade natal e como homenagem ao político e industrial pioneiro, há, em sua cidade natal, no bairro Cajuru, uma rua com o seu nome.